# Вальтер Зюскінд
Ян Вальтер Зюскінд (англ. Jan Walter Susskind; нар. 1 травня 1913, Прага — пом. 25 березня 1980,  Берклі,  Каліфорнія) — британський диригент чеського походження (громадянин Великої Британії з 1946 року).

## Біографія
Народився 1 травня 1913 року в родині музичного критика і піаністки в Празі. Навчався в Празькій консерваторії у Йозефа Сука (композиція) і Карела Гофмайстера (фортепіано), а також у Георга Селла (диригування) в Німецькій академії музики в Празі. 
1934 року Зюскінд дебютував як диригент у Німецькій опері Праги. Одночасно з 1933 року він концертував як піаніст, особливо у складі Чеського тріо. Серединою 1930-х років датуються і композиторські досліди Зюскінда — зокрема Чотири пісні для голосу та струнного квартету (1935).
1939 року Зюскінд встиг покинути Чехію за кілька днів до гітлерівської окупації і опинився в Лондоні, де відновив Чеське тріо і почав виступати з ним, спочатку в представництві чехословацького уряду у вигнанні. На одному з таких концертів Зюскінд познайомився з віолончелісткою Елінор Воррен, на якій в 1943–1953 роках був одружений. 
У 1943–1945 роках Зюскінд керував оркестром одного з другорядних лондонських оперних театрів. В 1946–1952 — очолював Королівський шотландський національний оркестр (одночасно чимало виступаючи і записуючись з оркестром Філармонія). 
З 1953 по 1955 рік Зюскінд працював в Австралії, керуючи симфонічним оркестром штату Вікторія, а потім вирушив до Америки, де в протягом 1956–1965 років був музичним керівником Торонтського симфонічного оркестру та Мендельсонівського хору. 
Після цього Зюскінд керував Сент-Луїським симфонічним оркестром в 1968–1975 роках. 
Останнім місцем роботи диригента був Симфонічний оркестр Цинциннаті, де Ян Вальтер працював в 1978–1979 роках.

## Творчий доробок
Серед помітних записів Зюскінда — «Планети» Густава Голста та «Так говорив Заратустра» Ріхарда Штрауса з Сент-Луїським оркестром.